# Јулска криза
Јулска криза је била низ међусобно повезаних дипломатских и војних ескалација међу великим силама Европе у љето 1914, што је довело до избијања Првог свјетског рата (1914—1918). Криза је почела 28. јуна 1914. када је младобосанац Гаврило Принцип убио надвојводу Франца Фердинанда од Аустрије, претпостављеног аустроугарског пријестолонасљедника, и његову супругу војвоткињу Софију Хотек од Хохенберга. Атентаторима је помогла Црна рука, српско тајно друштво; подршка је стигла од Драгутина Димитријевића Аписа, тадашњег начелника војно-обавјештајног одсјека српског генералштаба, као и од мајор Војислава Танкосића и српског обавјештајца Радета Малобабића. Танкосић је атентаторима обезбиједио бомбе и пиштоље, као и саму обуку. Атентатори су добили приступ истој тајној мрежи сигурних кућа и агената које је Малобабић користио за инфилтрацију оружја и оперативаца у Аустроугарску. Сложена мрежа савезника, заједно са погрешним процјенама када су многи лидери сматрали да је рат у њиховом најбољем интересу или су сматрали да до општег рата неће доћи, довела је до општих непријатељстава међу већином великих европских земаља почетком августа 1914. године.
Аустроугарска је на иредентистичке покрете Јужних Словена, које је заговара Србија, гледала као пријетњу цјеловитости свог вишенационалног царства. Након атентата, Аустроугарска је настојала да нанесе војни ударац Србија како би показала сопствену снагу и пригушила српску подршку југословенству. Међутим, Беч је, зазирући од дјеловања Русије (главном савезника Србије), тражио гаранцију од свог савезника Њемачке да ће Берлин подржати Аустроугарску у сваком сукобу. Њемачка је гарантовала своју подршку, али је позивала Аустроугарску да брзо нападе, док су свјетске симпатије према Фердинанду биле велике, како би се локализовао рат и избјегло уплитање Русије. Неки њемачки лидери су вјеровали да ће растућа економска моћ промијенити равнотежу снага између двије земље, да је рат неизбјежан и да би Њемачкој било боље да се рат ускоро догоди. Међутим, умјесто да покрену брзи напад са расположивим војним снагама, аустроугарске вође су расправљале до средине јула прије него што су одлучиле да Аустроугарска упуту Србији оштар ултиматум 23. јула и да неће напасти без потпуне мобилизације Аустроугарске војске (која се вјероватно не би могла остварити прије 25. јула 1914).
Непосредно прије српског одговора на ултиматум, Русија је одлучила да ће интервенисати у сваком аустроугарско-српском рату и наредила тајну, али примјећену,  дјелимичну мобилизацију (маскировка) својих оружаних снага. Док је руско војно вођство признало да Русија још није довољно јака за општи рат, ипак је вјеровало да је аустроугарска притужба против Србије изговор који је оркестрирала Њемачка и да Санкт Петербург треба да покаже снагу у подршци свом српском савезнику. Дјелимична руска мобилизација — прва велика војна акција коју није предузео непосредан учесник у сукоби између Аустроугарске и Србије — повећала је спремност Србије да пркоси пријетњи аустроугарског напада и увелико повећала узбуну у Њемачкој због бројности руских трупа које су се окупљале недалеко од њених граница. Претходно је њемачки генералштаб предвидио да ће руска мобилизација на истоку бити спорија од мобилизације руског савезника Француске на западној граници Њемачке; стога је њемачка војна стратегија у било ком сукобу са Русијом укључивала напад на Француску преко Белгије (да би се избјегла француска фиксна одбрана) и брз пораз француских снага на западу прије него што се њемачке трупе окрену према Русији на истоку. Француска, свјесна да ће морати да дјелује заједно са својим руски савезником да би побиједила њемачког супарника, ескалирала је своје војне припреме како су се тензије дуж руске границе повећавале, што је, заузврат, додатно узнемирило Њемачку.
Док је Уједињено Краљевство било полуформално повезано са Русијом и Француском, оно је такође имало релативно пријатељске односе са Њемачком, а многе британске вође нису видјеле никакав убједљив разлог да увуку Британију у континентални рат. Британија је више шута нудила посредовање, користећи српски одговор као основу за преговоре, а Њемачка је давала разна обећања у покушају да обезбиједи британску неутралност. Међутим, Британија је одлучила да има моралну обавезу да брани Белгију и да помогне својим формалним савезницима, и тако је постала посљедња велика земља која је дјелотворно укључена у Јулску кризу која је формално ступила у сукоб 4. августа. Почетком августа, наводни повод за оружани сукоб, спор између Србије и Аустроугарске око убијеног пријестолонасљедника, постао је споредан акт општег европског рата.

## Аустроугарско разматрање ултиматума
Савјет заједничких министара расправљао је 7. јула о правцу дјеловања Аустроугарске. Најратоборнији у Савјету разматрали су изненадни напад на Србију. Гроф Тиса је убјеђивао Савјет да се Србији прије мобилизације постави захтјев који би обезбиједио одговарајућу „правну основу за објаву рата”.
Семјуел Р. Вилијамсон мл. је истакао улогу Аустроугарске у започињању рата. Убјеђена да српски национализам и руске амбиције ка Балкану дезинтегришу Двојну монархију, Аустроугарска се надала ограниченом рату против Србије и да ће снажна њемачка подршка натјерати Русију да се држи даље од рата и ослабити њен балкански престиж.
У овој фази кризе, могућност одлучне руске подршке Србији, као и њени ризици, никада нису прописно одмјерени. Аустроугари су остали фиксирани на Србију, али се нису опредијелили за своје одређене циљеве осим за рат.
Ипак, одлучивши се за рат уз подршку Њемачке, Аустроугарска је била спора у јавном дјеловању и поставила ултиматум тек 23. јула, отприлике три седмице након атентата 28. јуна. Тако је Аустроугарска изгубила рефлексне симпатије повезана са Сарајевским атентатом и оставила додатни утисак силама Антанте да Аустроугарска само користи атентат као изговор за агресију.
Савјет се сложио да Србији поставе оштре захтјеве, али није могао да постигне консензус о томе колико су захтјеви оштри. Осим грофа Тисе, Савјет је намјеравао да постави тако оштре захтјеве да би његово одбијање било врло вјероватно. Тиса је инсистирала на захтјевима који, иако су оштри, не би били немогући за испунити. Оба става су послата цару 8. јула. Царево мишљење је било да се јаз у мишљењу највјероватније може премостити. На сједници Савјета сачињен је почетни сет захтјева. У наредним данима, захтјеви су појачани, вјероватно уз помоћ њемачког министарства спољних послова, да се осигура рат, што је учинило још гвозденијим и тежим за Србију.
По повратку у Беч 7. јула гроф Хојос је извијестио Крунски савјет да Аустроугарска има пуну подршку Њемачке, чак и ако „мјере против Србије доведу до великог рата.” Берхтолд је на Крунском савјету снажно позвао да се што прије отпочне рат против Србије.

### Тиса се једини противи рату са Србијом
На том састанку Крунског савјета сви укључени су били за рат, осим угарског премијера Иштвана Тисе. Тиса је упозорио да би сваки напад на Србију „колико се људски може предвидјети, довео до интервенције Русије, а самим тим и свјетског рата.” Остатак учесника расправљао је о томе да ли Аустроугарска треба само да крене у ничим изазван напад или да Србији постави ултиматум са толико оштрим захтјевима да је морао бити одбијен. Аустријски премијер Штриргк је упозорио Тису да ће, ако Аустроугарска започне рат, његова „политика оклијевања и слабости” довести до тога да Њемачка напусти Аустроугарску као савезника. Сви присутни, осим Тисе, на крају су се сложили да Аустроугарска постави ултиматум који Србија мора одбацити.
Њемачки амбасадор у Аустроугарској Хајнрих фон Чиршки и аустроугарски министар спољних послова Берхтолд су од 7. јула одржавали скоро свакодневне састанке о координацији дипломатске дјелатности ради оправдања рата против Србије. Чиршки је 8. јула пренио Берхтолду поруку од Вилхелма, који је изјавио да је „најодлучније изјавио да Берлин очекује да ће Монархија дјеловати против Србије и да Њемачка то неће разумјети, ако … садашња прилика приђе … без ударца.” Чиршки је на истом састанку рекао Берхтолду: „Ако бисмо ми [Аустроугарска] правили компромисе или се цјенкали са Србијом, Њемачка би то протумачила као признање слабости, што ће имати утицати на наш положај у Тројном пакту и на њемачку будућу политику.” Бетман Холвег је 7. јула рекао свом помоћнику и блиском пријатељу Курту Рицлеру да „дјелатност против Србије може да доведе до свјетског рата” и да је такав „скок у мрак” оправдан међународном ситуацијом. Бетман Холвег је Рицлеру објасио да је Њемачка „потпуно парализована” и да „будућност припада Русији која расте и расте и која нам постаје све већа ноћна мора.”  Рицлер је у свом дневнику написао да је Бетман Холвег насликао „разорну слику” о томе како Русија гради жељезничке пруге у Пољској, омогућавајући руским снагама да се брже мобилишу када је Велики војни програм завршен 1917. године. Признајући да би аустроугарско-српски рат вјероватно изазвао свјетски рат „који би довео до рушења постојећег поретка”, Бетман Холвег је закључио да је „постојећи поредак беживотан и без идеја” и да се такав рат може само дочекати као благослов за Њемачку. Такви страхови везани за Русију навели су Бетмана Холвега да англо-руске поморске преговоре у мају 1914. припише као почетак политике „опкољавања” Њемачке, која се могла прекинути само ратом.
Тиса је 8. јула током још једног састанка Крунског савјета рекао да ће сваки напад на Србију довести до „интервенције Русије и посљедично свјетског рата.” Истог дана према дневнику Карла Рицлера, његов пријатељ Бетман Холвег каже: „Ако рат дође са истока, тако да ми идемо у помоћ Аустроугарској умјесто Аустроугарска нама, онда имамо шансе да га добијемо. Ако до рата не дође, ако га цар не жели или уплашена Француска предлаже мир, онда још увијек имамо шансе да раздвојимо Антанту око овог дејства.”
Бертхолд је 9. јула обавијестио цара да ће Београду поставити ултиматум који садржи захтјеве који су осмишљени тако да буду одбачени. Тиме би се обезбједио рат без „омраженог напада на Србију без упозорења, који би био погрешан” и осигурао да Британија и Румунија остану неутралне. Берхтолд је 10. јула рекао Чиршком да ће Србији поставити ултиматум који садржи „неприхватљиве захтјеве” као најбољи начин за изазивање рата, али ће се „главна брига” водити о томе како да те „неприхватљиве захтјеве” представи. Као одговор, Вилхелм је љутито написао на маргинама Чиршкове депеше: „Имали су довољно времена за то!”
Било је потребно седам дана, од 7. до 14. јула, да убиједе Тису да подржи рат. Британски министар спољних послова сер Едвард Греј рекао је њемачком амбасадору у Лондону принцу Лихновском 9. јула да „не види разлог за песимистички поглед на ситуацију.” Упркос противљењу Тисе, Берхтолд је наредио својим званичницима да почну са састављањем ултиматума Србији 10. јула. Њемачки амбасадор је извијестио да се „гроф Бертхолд нада да Србија неће пристати на аустроугарске захтјеве, јер би пука дипломатска побједа ову земљу поново довела у стагнирајуће расположење.” Гроф Хојос је рекао њемачком дипломати „да су захтјеви заиста такве природе да их ниједна нација која још увијек има самопоштовање и достојанство не може прихватити.”
Чиршки је 11. јула извијестио Јагова да је „поново искористио прилику да разговара са Берхтолдом о томе шта треба предузети против Србије, прије свега да би још једном увјерио министра да је потребно брзо дејство.” Истог дана, њемачко министарство спољних послова је жељело да зна да ли треба да пошаље телеграм којим честитају рођендан српском краљу Петру. Вилхелм је одговорио да би то могло привући пажњу. Сеђени је 12. јула из Берлина извијестио да сви у њемачкој влади желе да виде аустроугарску објаву рата Србији и да су уморни од аустроугарске неодлучности да ли да изаберу рат или мир.
Берхтолд је 12. јула Чиршком показао садржај ултиматума који садржи „неприхватљиве захтјеве” и обећао да ће га представити српским властима након што се заврши француско-руски самит предсједника Поенкареа и императора Николаја II. Вилхелм је написао на маргинама Чиршкове депеше „Каква штета!”, јер ће ултиматум бити представљан тако касно у јулу. До 14. јула, Тиса је пристао да подржи рат из страха да ће политика мира довести до тога да Њемачка одустане од Двојног савеза из 1879. године. Чиршки је тог дана извијестио Берлин да ће Аустроугарска поставити ултиматум „који ће готово сигурно бити одбачен и требао дa исходити ратом.” Истог дана, Јагов је послао упутства принцу Лихновоском према којима је Њемачка одлучила да учини све што је у њеној моћи да изазове аустроугарско-српски рат, али Њемачка мора да избјегне утисак „да увлачи Аустрију у рат.”
Јагов је описао рат против Србије као посљедњу прилику Аустроугарске за „политичку рехабилитацију.” Навео је да ни под којим околностима не жели мирно рјешење, а иако не жели превентивни рат, он не би „забадао на мјесто” да до таквог рата дође, јер је Њемачка спремна за то, а Русија „суштински није била.” Будући да су Русија и Њемачка предодређене за међусобни сукоб, Јагов је вјеровао да је сада најбоље вријеме за неизбјежни рат, јер „Русија ће за неколико година… бити спремна. Тада ће нас срушити на копну под тежином бројности, а имаће спремну Балтичку флоту и стратешке пруге. Наша скупина је у међувремену све слабија.”
Јагово увјерење да је љето 1914. најбоље вријеме за Њемачко ступање у рат било је широко распрострањено у њемачкој влади. Многи њемачки званичници су вјеровали да су „тевтонска раса” и „словенска раса” предодређене за још једну међусобну борбу у страшном „расном рату” за превласт у Европи и да је сада најбоље вријеме да дође до таквог рата. Њемачки начелник Генералштаба Молтке рекао је баварском министру у Берлину грофу Лерхенфелду да се „тренутак који је тако повољан са војне тачке гледишта више никада неће поновити.” Молтке је тврдио да би, због наводне надмоћи њемачког наоружања и обуке, у комбинацији са недавном промјеном у француској војсци са двогодишњег на трогодишњи период службе, Њемачка могла лако да побједи и Француску и Русију 1914. године.
Аустроугарски истражитељи убиства Франца Фердинанда су 13. јула извијестили Берхтолда да постоји мало доказа да је српска влада подржала атентат. Овај извјештај је депримирао Берхтолда, јер је значио да је било мало доказа који би подржали његов изговор о умијешаности српске владе у убиство Фердинанда.

### Аустроугарска војска одлучује да не може ступити у рат прије 25. јула
Аустроугари су 14. јула увјеравали Нијемце да се ултиматум који се треба испоручити Србији „саставља тако да је могућност његовог прихватања практично искључена.” Истог дана, начелник Генералштаба Аустроугарске војске гроф Конрад рекао је Берхтолду да је, због његове жеље да доврши љетњу жетву, Аустроугарска најраније могла објавити рат 25. јула. Истовремено, сматрало се непожељним поставити ултиматум док се посјета француског предсједника и премијера Санкт Петербургу не заврши. Ултиматум, који се званично назива демарш, неће бити испоручен до 23. јула са датумом истек 25. јула.
Бетман Холвег је 16. јула рекао државном секретару за Алзас-Лорену Зигфриду фон Редерну да га није брига за Србију или за наводно српско саучесништво у убиству Франца Фердинанда. Било је важно само да Аустроугарска тог љета нападне Србију, што би исходовало ситуацијом за Њемачку у којој обје стране добијају. Ако је став Бетмана Холвега био тачан, аустроугарско-српски рат би или проузроковао општи рат (за који је Бетман Холвег вјеровао да ће Њемачка побиједити) или би проузроковао распадом Тројне антанте. Истог дана руски амбасадор у Бечу предложио је Санкт Петербургу да Русија обавијести Аустроугарску о свом негативном ставу према аустроугарским захтјевима.
Аустроугарски амбасадор у Санкт Петербургу је слагао руском министру спољних послова Сергеју Сазонову да Аустроугарска не планира никакву мјеру која би могла да изазове рат на Балкану, тако да није било никаквих руских жалби.
Бертхолд се 17. јула пожалио принцу Столбергу из њемачке амбасаде да је, иако је мислио да ће његов ултиматум вјероватно бити одбијен, и даље био забринут да је могуће да га Србија прихвати и да жели више времена да преформулише документ. Столберг је извијестио Берлин да је Бертхолду рекао да ће недостатак дејстава учинити да Аустроугарска изгледа слабо. Да би увјерио Столберга, гроф Хојос му је 18. јула обећао да ће захтјеви у нацрту текста ултиматума „бити такве природе да ниједна нација која још увијек има самопоштовање и достојанство није могла да их прихвати.” Истог дана, као одговор на гласине о аустроугарском ултиматуму, српски премијер Пашић је изјавио да неће прихватити никакве мјере које би компромитовале српски суверенитет.
Баварски дипломата у Берлину Ханс Шен је 18. јула рекао баварском премијеру грофу Георгу фон Хертлингу да се Аустроугарска само претвара „да је мирољубива.” Коментаришући нацрт текста ултиматума који су му показале њемачке дипломате, Шен је напоменуо да Србија неће прихватити захтјеве, па ће исход бити рат.
Цимерман је Шену рекао да ће снажан и успјешан потез против Србије спасити Аустроугарску од унутрашњег распада и да је зато Њемачка Аустроугарској дала „бланко моћ пуне власти, чак и под ризиком од рата са Русијом.”

### Аустроугарска довршава ултиматум (19. јул)
Крунски савјет у Бечу је 19. јула донио одлуку о формулацији ултиматума који ће Србији бити представљен 23. јула. Обим њемачког утицаја био је очигледан када је Јагов наредио Берхтолду да одложи ултиматум за сат времена како би се увјерио да су француски предсједник и премијер на мору након одласка са самита у Санкт Петербургу. Први нацрт ултиматума показан је њемачкој амбасади у Бечу 12. јула, а коначни текст је унапријед остављен њемачкој амбасади 22. јула.
Због аустроугарског кашњења у писању ултиматума изгубљен је елемент изненађења на који је Њемачка рачунала у рату против Србије. Умјесто тога, усвојена је стратегија „локализације”, што је значило да ће Њемачка, када је почне аустроугарско-српски рат, вршити притисак на друге силе да се не мијешају чак ни под ризиком рата. Јагов је 19. јула објавио биљешку у полузваничном Сјеверноњемачком листу у којем упозорава друге силе „да рјешавање разлика које могу настати између Аустроугарске и Србије треба да остане локализовано.” На питање француског амбасадора у Њемачкој Жила Камбона, како је знао за садржај аустроугарског ултиматума какав је открио у Сјеверноњемачком листу, Јагов се претварао да не зна. Сер Хорас Рамболд из британске амбасаде у Берлину је извијестио да је вјероватно да је Аустроугарска дјеловала уз њемачка увјеравања.
Иако се у Јаговово претварање није широко вјеровало, у то вријеме се још увијек вјеровало да Њемачка тежи миру и да може да обузда Аустроугарску. Њемачки начелник Генералштаба Молтке поново је снажно одобравао идеју о аустроугарском нападу на Србију као најбољем начину за постизање жељеног свјетског рата.
Њемачка влада је 20. јула обавијестила директоре бродарских предузећа Norddeutscher Lloyd и Hamburg America Line да ће Аустроугарска ускоро поставити ултиматум који би могао изазвати општи европски рат и да би требало да почну да повлаче своје бродове из страних вода натраг у Рајх. Истог дана, њемачкој морнарици је наређено да концентрише Флоту отвореног мора, у случају општег рата. Рицлеров дневник наводи да је Бетман Холвег 20. јула рекао да би Русију са својим „растућим захтјевима и огромном динамичном моћи било немогуће одбити за неколико година, посебно ако садашња европска констелација опстане.” Рицлер је завршио свој дневник наводећи да је Бетман Холвег био „одлучан и ћутљив” и цитирао бившег министра спољних послова Кидерлен-Вехтера који је „увијек говорио да се морамо борити.”
Њемачка влада је 21. јула саопштила француском амбасадору у Бечу Камбону и руском отправнику послова Броневском да Њемачка није знала каква је аустроугарска политика према Србији. Цимерман је у приватности написао да је њемачка влада „у потпуности сагласна да Аустрија мора да искористи повољан тренутак, чак и уз ризи од даљих компликација,” али да сумња „да ли ће Беч бити нервозан да би дјеловао.” Цимерман је завршава свој допис „схватио да је у Бечу, стидљивом и неодлучном као и увијек, готово жао” што је Њемачка дала „бланко чек” 5. јула 1914, умјесто да савјетује уздржаност са Србијом. Сам Конрад је вршио притисак на Двојну монархију да „пожури” у започињању рата, како би спријечио Србију да „намирише пацова и да сама добровољно да надокнаду, можда под притиском Француске и Русије.” Њемачка је 22. јула одбила захтјев Аустроугарске да њемачки министар у Београду изнесе ултиматум Србији, јер би то, како је рекао Јагов, изгледало „као да наговарамо Аустрију на рат.”
Цијело њемачко војно и политичко руководство је разметљиво 23. јула отишло на одмор. Баварски отправник послова у Берлину гроф Шен извијестио је Минхен да ће Њемачка дјеловати изненађено аустроугарским ултиматумом. Међутим, 19. јула — четири дана прије изношења ултиматума — Јагов је затражио од свих њемачких амбасадора (осим у Аустроугарској) да им пренесу подршку аустроугарском дејствовању против Србије. Јагов је схватио да је ова изјава неспојива са његовим тврдњама о незнању, што је довело до исхитрене друге депеше о аустроугарском ултиматуму, али са пријетњом о „несагледивим посљедицама” ако било која сила покуша да спријечи Аустроугарску да нападне Србију ако ултиматум буде одбијен.
Када је њемачки амбасадор у Санкт Петербургу Фридрих фон Пурталес извијестио да је руски министар спољних послова Сергеј Сазонов упозорио да се Њемачка „мора обрачунати са Европом” ако подржава напад Аустроугарске на Србију, Вилхелм је написао на маргини Пурталесов депеше „Не! Русија, да!” Подржавајући аустроугарски рат са Србијом, њемачке вође су знале за ризик од опште рата. Како је истакао историчар Фриц Фишер, то би се могло доказати захтјевом Јагова да се зна пун план путовања Вилхелмовог крстарења Сјеверним морем прије него што је аустроугарски ултиматум представљен.
Прије него што је ултиматум уручен, аустроугарска влада је 22. јула затражила од њемачке владе да достави аустроугарску објаву рата када ултиматум истекне 25. јула. Јагов је то одбио с ријечима „наше становиште мора бити да је свађа са Србијом, унутрашње питање Аустроугарске.” Аустроугарски министар у Београду барон Гизл фон Гизлинген је 23. јула представи ултиматум српској влади. У одсуству Пашића, ултиматум су примили генерални секретар министарства спољних послова Славко Грујић и в. д. премијера и министар финансија Лазар Пачу.
У исто вријеме, и снажно очекујући српско одбијање, аустроугарска војска је отворила своју ратну књигу и започела припреме за непријатељства.

## Француска подршка Русији (20—23. јул)
Француски предсједник Поенкаре и премијер Вивијани отпутовали су за Санкт Петербург 15. јула, стигли 20. јула и вратили се 23. јула.
Французи и Руси су се сложили да се њихов савез прошири на подршку Србији против Аустроугарске, потврђујући већ успостављену политика иза Балканског почетног сценарија. Како Кристофер Кларк примјећује: „Поенкаре је дошао да проповједа јеванђеље непоколебљивости и његове ријечи су чуле спремне уши. Непоколебљивост је у овом контексту значила непопустљиво противљење било којој аустријској мјери против Србије. Извори ни у једном тренутку не указују да су Поенкаре или његови руски саговорници уопште размишљали о томе које мјере Аустроугарска може легитимно да предузме након атентата.” Предавање аустроугарског ултиматума требало је да се поклопи са одласком француске делегације из Русије 23. јула. Средишња тема састанака била је криза која се одвија у средњој Европи.
Руски министар спољних послова је 21. јула упозорио њемачког амбасадора у Русији да „Русија неће толерисати да Аустроугарска пријети Србији или предузима војне мјере.” Вође су у Берлину одбациле опасност од рата. Њемачки министар спољних послова Јагов је примјетио да ће „у Санкт Петербургу сигурно бити бучно”. Њемачки канцелар Бетман-Холвег је рекао свом помоћнику да Британија и Француска нису схватиле да ће Њемачка ући у рат ако се Русија мобилише. Мислио је да је Лондон увидио њемачки „блеф” и да је одговорио „противблефом”. Политиколог Џејмс Фирон тврди да су Нијемци вјеровали да Русија изражава већу вербалну подршку Србији него што би је заиста пружила, како би извршили притисак на Њемачку и Аустроугарску да прихвате неке руске захтјеве у преговорима. У међувремено, Берлин је умањивао своју стварну подршку Бечу како не би изгледао као агресор, јер би то отуђило њемачке социјалисте.

## Аустроугарски ултиматум (23. јул)
Аустроугарски ултиматум захтијевао је да Србија формално и јавно осуди „пропаганду” против Аустроугарске, чији је крајњи циљ, како тврди, „оцепи територије које припадају Монархији”. Штавише, Београд треба да „на све начине сузбије ову злочиначку и терористичку пропаганду.” Већина европских министарстава спољних послова је признала да је ултиматум формулисан тако оштро да Србије не би могла да га прихват, с тим да је рок одговора био 48 часова.
Аустроугарска је у овом ултиматуму тражила од Србије следеће:
1. да угуши сваку публикацију, која дражи на мржњу и на презирање аустро-угарске монархије и чија је општа тенденција управљена против интегритета монархије;
2. да одмах растури друштво „Народну Одбрану” чија се сва пропагандска средства имају конфисковати и да исто тако поступи против свих осталих друштава и удружења у Србији, која се баве пропагандом против Аустро-Угарске; краљевско-српска влада постараће се, да та растурена друштва не продуже своју делатност под другим именом или у другој форми;
3. да без одлагања одстрани из јавне наставе у Србији, како у погледу службеника тако и у погледу наставних средстава, све што служи или што би могло послужити томе да се подржава пропаганда против Аустро-Угарске.
4. да отклони из војске и из државне службе уопште све официре и чиновнике који су криви за пропаганду против Аустро-Угарске. Цесарска и краљевска влада задржава право да њихова имена саопшти краљевској влади уз предају материјала који их терети;
5. да пристане, да у Србији органи ц. и кр. владе учествују при угушивању превратничких покрета, уперених против територијалног интегритета монархије;
6. да поведе истрагу против оних саучесника у завери од 15. јуна, који се налазе на српској територији;
у истрази која се на то буде односила учествоваће органи које ће ц. и кр. влада за то делегирати;
7. да без икаквог одлагања ухапси мајора Воју Танкосића и извесног Милана Цигановића, српског државног чиновника, који су резултатом истраге компромитовани;
8. да успешним мерама спречи учествовање српских власти у кријумчарењу оружја и експлозива преко границе;
да оне органе пограничних власти у Шапцу и Лозници, који су извршиоцима злочина у Сарајеву помогли да пређу преко границе, отпусти из службе и строго казни;
9. да ц. и кр. влади да изјашњења о неопростивим изјавама високих српских чиновника у Србији и у иностранству, који без обзира на своје званичне положаје нису презали да после атентата од 15. јуна у интервјуима говоре на непријатељски начин против Аустро-Угарске;
10. да без одлагања извести ц. и кр. владу о извршењу мера, у прошлим тачкама обухваћеним.

Аустроугарска влада је, закључујући документ, очекивала одговор српске владе најкасније до 6 часова у суботу увече, 25. јула 1914. године. У прилогу су наведени различити детаљи изнесени по „кривичном истрагом коју је отворио сарајевски суд над Гаврилом Принципом и друговима по дјелу убиства и саучесништва у убиству,” који је наводно показао кривицу и помоћ коју су завјереницима пружили разни српски званичници.
Дате су инструкције аустроугарском посланику у Београду, барону Гизлингену, да ако од српске владе „не добије безусловно позитиван одговор” у „року од 48 часова” ултиматума („мјерено од дана и часа вашег саопштења”), отправника треба да напусти аустроугарску амбасаду у Београду заједно са свим њеним особљем.

## Српски одговор
У ноћи 23. јула, српски регент пријестолонасљедник Александар посјетио је руско посланство да изрази очај због ултиматума, чије услове не би испунила ниједна држава која и најмање поштовала своје достојанство. И регент и Пашић су тражили руску подршку, што је одбијено. Сазонов је Србији нудио само моралну подршку, док је Николај поручио да једноставно прихвате ултиматум и надају се да ће међународно мишљење натјерати Аустроугарску да промијени мишљење. И Русија и Француска, због својих војних слабости, биле су несклоне ризику од рата са Њемачком 1914, па отуда притисак на Србију да пристане на услове аустроугарског ултиматума. Пошто су Аустроугари тог љета више пута обећавали Русима да ништа није планирано против Србије тог љета, њихов оштар ултиматум није много доприњело антагонизацији Сазонова.
Суочена са ултиматумом и недостатком подршке других европских сила, српска влада је направила компромис. Историчари се не слажу око тога у којој су мјери Срби учинили компромис. Неки тврда је Србија прихватила све услове ултиматума осим захтјева из тачке 6. да се аустроугарској полицији дозволи дјеловање у Србији. Други, нарочито Кларк, тврде да су Срби свој одговор на ултиматум саставили на такав начин да остављају утисак да праве значајне уступке, али: „у стварности то је било веома напарфемисано мирисом одбијања већине тачака.” Барон Александар фон Мусулин, аутор првог нацрта аустроугарског ултиматума, описао је српски одговор као „најбрилијантнији примјер дипломатске вјештине” на који је икада наишао.
Њемачки бродарски тајкун Алберт Балин посједио је даје, када је њемачкој влади саопштен обмањујући извјештај по којем је Србија прихватила ултиматум, наступило „разочарење”, а затим „огромна радост” када је сазнала да Србија није прихватила све аустроугарске захтјеве. Када је Балин предложио Вилхелму да прекине своје крстарење Сјеверним морем како би се суочио са кризом, њемачко министарство спољних послова је јасно саопштило да кајзер треба да настави крстарење јер „све се мора учинити да се он [Вилхелм] не мијеша у дешавања са својим пацифистичким идејама.” Истовремено, Берхтолду је амбасадор у Берлину послао поруку у којој га подсјећа „Овдје се свако одлагање почетка ратних операција види као опасност од мијешања страних сила. Хитно нам се савјетује да наставимо без одлагања.”
У писму Вениши Стенли британски премијер Херберт Хенри Асквит изнио је низ догађаја који би могли да доведу до општег рата, али је примјетио да нема разлога да се Британија укључи. Први лорд адмиралитета Винстон Черчил је написао: „Европа дрхти на ивици општег рата. Аустријски ултиматум Србији је најдрскији документ те врсте икада смишљен,” али је вјеровао да ће Британија остати неутрална у надолазећем рату. Греј је предложио аустријском амбасадору да се рок за ултиматум продужи као најбољи начин за спас мира. Када је Греј рекао свом пријатељу Лихновском да би „свака нација која прихвати такве услове заиста престала да се сматра независном нацијом”, Вилхелм је написао на маргини извјештаја Линховског „То би било веома пожељно. То није нација у европском мислу, него банда разбојника!”
Руски министар спољних послова Сазонов послао је поруку свим велики силама тражећи да изврше притисак на Аустроугарску да би продужила рок ултиматума. Сазонов је тражио од аустроугарске владе да поткријепи своје тврдње о саучесништву Србије у убиству Франца Фердинанда објављивањем исхода своје званичне истраге, што су Аустроугари одбили да ураде јер им је недостајао икакав убједљив, а не посредни доказ. Аустроугари су неколико пута одбијали руске захтјеве за продужење рока, упркос упозорењима да би аустроугарско-српски рат лако могао да изазове свјетски рат. Сазонов је оптужио аустроугарског амбасадора за намјеру да ратује са Србијом.
У сличној ситуацији када је српски кнез Михаило Обреновић убијен недалеко од Београда 10. јуна 1868. Угарска је заузела крајње правичан став у циљу разоткривања истине и омогућила српски властима и полицајцима да истраже атентат на угарској територији. Оно што је угарска влада учинила 1868, могла је и српска влада 1914, да српска влада није страховала да ће истрага и званично утврдити саучесништво српских званичника. Штавише, у том случају су угарске власти дозволиле и српским званичницима да учествују у суђењима пред угарским судом. Иако је Аустроугарска била велика сила, она није тврдила да је њено „национално достојанство повријеђено” само зато што су на аустроугарској територији радили српски званични истражитељи.

## Британска понуда посредовања (23. јул)
Британски министар спољних послова Едвард Греј је 23. јула понудио посредовање уз обећање да ће његова влада покушати да утиче на Русију како би она утицала на Србију, и на Њемачку како би она утицала на Аустроугарску, као најбољи начин да се општи рат заустави. Вилхелм је на маргинама депеша Линховског са Грејовом понудом написао да ће британска „снисходљива наређења” бити одбијена у потпуности, а Аустроугарска неће повући ниједан од „немогућих захтјева” према Србији. Наставио је „Да ли да то урадим? Не бих помислио на то! На шта [Греј] мисли под ’немогућим’?” Јагов је наредио Линховском да Греју укаже на наводно њемачко непознавање аустроугарског ултиматума и да Њемачка сматра аустроугарско-српске односе као „унутрашње питање Аустроугарске, у које ми немамо право да се мијешамо.” Јаговова изјава је у великој мјери дискредитовала Њемачку у британским очима. Лихновски је Берлину извијестио „Ако се не придружимо посредовању, сва вјера у нас и у нашу љубав према миру овдје ће бити сломљена.”
Истовремено, Греј је наишао на противљење руског амбасадора који је упозорио да ће конференција са Њемачком, Италијом, Француском и Британијом, који ће служити као посредници између Аустроугарске и Русије, разбити неформалну Тројну антанту. Сазонов је прихватио Грејев приједлог за конференцију упркос његовој резерви у погледу опасности од распада Тројне антанте, док је Греј писао Сазонову да Британија није имала разлог за рат са Србијом, али би каснији развој догађаја могао да увуче Британију у сукоб.

## Њемачка разматра војне сценарије (23—24. јул)
Сви њемачки челници су се од 23. јула тајно вратили у Берлин како би се суочили са кризом. Постојала је отворена подјела на оне предвођене Бетман-Холвегом, који су жељели сачекају исход аустроугарског напада на Србију, и војно крило превођено Молткеом и Фалкенхајном, који су тражили да Њемачка одмах слиједи напад Аустроугарске на Србију њемачким нападом на Русију. Молтке је више пута изјављивао да ће 1914. бити најбоље вријеме за отпочињање „превентивног рата” или ће се руски Велики војним програм завршити до 1917, због чега Њемачка више неће смјети да ризикује рат. Молтке је додао да се руска мобилизација сматра приликом коју треба тражити, а не неком врстом пријетње, јер би то омогућило Њемачкој да ступи у рат под изговором да је принуђена на то. Њемачки војни аташе у Русији је извијестио да су руске припреме за мобилизацију биле у много мање обиму него што се очекивало. Иако је Молтке у почетку тврдио да Њемачка треба да сачека да се Русија мобилише прије него што започне „превентивни рат”, до краја седмице је ипак наваљивао да га ипак треба покренути. По Молткеовом мишљењу, да би инвазија на Француску била успјешна, Њемачка би морала да на препад заузме белгијско утврђење Лијеж. Што је дипломатско дејствовање дуже трајало, мање је вјероватно било да је Молтке мислио да се Лијеж може заузети на препад, а ако Лијеж не би био заузет, онда би цјелокупан Шлифенов план пропао.
Цимерман је 24. јула послао депешу свим њемачким амбасадорима (осим оном у Аустроугарској) у којој наводи да обавијесте владе својих домаћина да Њемачка није имала никаквог раније сазнања о ултиматуму. Истог дана, Греј, који је био забринут због тона ултиматума (за који је сматрао да је сачињен тако да буде одбачен), упозорио је Лихновског на опасности од „европског рата à quatre” (који укључује Русију, Аустроугарску, Француску и Њемачку) ако би аустроугарске трупе ушле у Србију. Греј је предложио посредовање између Италије, Француске, Њемачке и Британије као најбољи начин да се заустави аустроугарско-српски рат. Јагов је саботирао Грејеву понуду тако што је чекао истек ултиматума да би прослиједио британску понуду. Јагов је тврдио да Њемачка није „вршила никакав утицај на садржај ноте [аустроугарског ултиматума]” и да „није била у стању да савјетује Беч о повлачењу” јер би то превише понизило Аустроугарску. Руски амбасадор у Британији је упозорио Лихновског: „Само влада која је жељела рат може да напише такву ноту [аустроугарски ултиматум].” Након што је прочитао извјештај о састанку на којем је Берхтолд обавијестио руског амбасадора о мирољубивим намјерама његове земље према Русији, Вилхелм је на маргини написао „потпуно сувишно!”, а за Берхтолда је написао „Глупан!”
Након што се Берхтолд састао са руским отправником послова 24. јула, из Берлина су подстакнуте жестоке жалбе, упозоравајући да Аустроугарска не би требало да улази у преговоре ни са једном другом силом у случају да се постигне компромис. Истог дана, Вилхелм је на маргини депеше Чиршког написао, називајући Аустроугарску „слабом” јер није довољно агресивна на Балкану, да до промјене моћи на Балкану „мора да дође. Аустрија мора да постане преовлађујућа на Балкану у односу на мале [државе], а на рачун Русије.” Гроф Сеђени је извијестио Беч да се „овдје углавном подразумијева да ако Србија одбије наше захтјеве, одмах ћемо одговорити објавом рата и отварањем војних операција. Савјетује нам се… да суочимо свијет са свршеном чињеницом (нагласак у оригиналу).” Када је њемачки амбасадор у Београду извијестио колико је српски народ тужан што је пред избором или рат или национално понижење, Вилхелм је на маргинама извјештаја написао: „Браво! Не би човјек повјеровао Бечанину! … Како се празном српска моћ показује; то се види код свих словенских нација! Само гази по тој руљи!”

## Потпуна криза
За почетак Јулске кризе узима се 24. јул. До те тачке, огромна већина људи у свијету била је у незнању о махинацијама званичника у Бечу и Берлину и криза се није предосјећала. Примјер за то је био британски кабинет, који уопште није разговарао о спољних пословима све до 24. јула.

### Српска и аустроугарска мобилизација, Француска предузима припремне кораке (24—25. јул)
Српска влада, очекујући аустроугарску објаву рата сљедећег дана, наредила је мобилизацију 24. јула, док је Аустроугарска прекинула дипломатске односе. Британски амбасадор у Бечу је извијестио Лондон о сљедећем: „Рат се сматра неизбјежним. Најдивљији ентузијазам преовладава у Бечу.” Асквит у писму Венеши Стенли наводи да је забринут да Русија покушава да уплате Британију у сукоб који је, како је описао, „најопаснија ситуација у посљедњих 40 година.” Да би се рат зауставио, стални секретар британског министарства спољних послова сер Артур Николсон, поново је Лондону предложио одржавање конференција којом би предсједавале Британија, Њемачка, Италија и Француска како би се ријешио спор између Аустроугарске и Србије.
Цар и краљ Франц Јозеф је 25. јула потписао наредбу о мобилизацији осам армијских корпуса како би отпочели операције против Србије 28. јула; аустроугарски амбасадор Гизл је напустио Београд. Привремена влада у Паризу је отказала све одморе француским трупама од 26. јула и наредила већини француских трупа у Мароку да почне повратак у Француску.

### Русија наређује дјелимичну мобилизацију (24—25. јул)
Савјет министара Русије се састао 24—25. јула. Министар пољопривреде Александар Кривошеин, којем је Николај нарочито вјеровао, тврдио је да Русија није војно спремна за сукоб са Њемачком и Аустроугарском и да своје циљеве може да постигне опрезним приступом. Сазонов је навео да је Русија обично била умјерена у својој спољној политици, али да је Њемачка на њену умјереност гледала као на слабост коју треба искористити. Војни министар Владимир Сухомлинов и поморски министар адмирал Иван Григорович изјавили су да Русија није спремна за рат ни против Аустроугарке ни против Њемачке, али је неопходан чвршћи дипломатски став. Руска влада је поново затражила од Аустроугарске да продужи рок, а Србији је савјетовала да пружи што мањи отпор условима аустроугарског ултиматума. На крају да би одвратио Аустроугарску од рата, руски савјет министара је наредио дјелимичну мобилизацију против Аустроугарске.
У граду Красноје Село је 25. јула одржано засједање Савјета министара на којем је император Николај II одлучио да интервенише у аустроугарско-српском сукобу, што је био корак ка општем рату. Ставио је руску војску у стање приправности истог дана. Иако ово није била мобилизација, угрожавала је њемачку и аустроугарску границу и изгледало је као објава рата.
Упркос томе што није био у савезу са Србијом, Савјет министара је пристао на тајну дјелимичну мобилизацију од преко милион људи Руске војске и Балтичке и Црноморске флоте. Треба нагласити, будући да је узрок неке забуне у општим наративима рата, да је то учињено прије српског одбацивања ултиматума, аустроугарске објаве рата 28. јула или било које војне мјере коју је предузела Њемачка. Као дипломатски потез, то је имало ограничену вриједност пошто је Русија мобилизацију објавила тек 28. јула.

#### Руско размишљање
Аргументи који су поткријепили овај потез и Савјету министара били су:
- Нијемци су кризу користили као изговор да повећају своју моћ;
- Прихватање ултиматума значило би да Србија постаје протекторат Аустроугарске;
- Русија је одустајала у прошлости — нпр. у афери Лимана фон Сандерса и Босанскохерцеговачкој кризи — и то је охрабривало Њемачку;
- Руске трупе су се довољно опоравиле од катастрофе 1904—1906. године.

Поред тога, руски министар спољних послова Сазонов вјеровао је да је рат неизбјежан и одбијао је да призна да Аустроугарска има право да се супротстави мјерама суочених српском иредентизмом. Напротив, Сазонов се приклонио иредентизму и очекивао слом Аустроугарске. Оно што је најважније, Француска је пружила јасну подршку свом руском савезнику за снажан одговор у недавној државној посјети само неколико дана раније. Такође у позадини је била руска забринутост за будућност црноморских мореуза — „гдје би руска контрола Балкана ставила Санкт Петербург у далеко бољи положај да спријечи нежељене упаде на Босфор.”
Кристофер Кларк наводи: „Било би тешко прецијенити историјску важност састанака од 24. и 25. јула,” јер су они охрабрили Србију и подигли улог за Њемачку, која се још увијек надала локализованом сукобу на Балкану.
Циљ руске политике био је да изврши притисак на Србију како би што више прихватила ултиматум, а да не буде превише понижена. Русија је жељела да избјегне рат јер је Велики војни програм требало да буде завршен тек 1917, а Русија иначе није била спремна за рат. Пошто су сви француски челници, укључујући предсједника Поенкареа и премијера Вивијанија, били на мору на бојном броду Француска, враћајући се са самита у Санкт Петербургу, вршилац дужности шефа француске владе Жан-Баптист Бијенвену-Марте није се држао ултиматума. Поред тога, Нијемци су ометали радио-поруке, у најмању руку нарушивши контакте између француских челника на броду и Париза, и вјероватно их потпуно блокирајући.

### Дипломатско маневрисање како би се избјегао или локализовао рат (26. јул)
Греј је 25. јула поново предложио да Њемачка обавијестио Аустроугарску да је српски одговор на аустроугарски ултиматум „задовољавајући.” Јагов је без коментара пренио Грејеву понуду Бечу. Истог дана, Јагов је рекао новинару Теодору Волфу да по његовом мишљењу „ни Лондон, ни Париз, ни Санкт Петербург не желе рат.” Истог дана Русија је саопштила да не може остати „незаинтересована” ако Аустроугарска нападне Србију. И француски и руски амбасадор одбили су посредовање четири силе, и умјесто тога предложили непосредне разговоре између Београда и Беча. Јагов је прихватио француско-руску понуду јер је нудила најбољу прилику да одвоји Британију од Француске и Русије. У својим разговорима са принцом Лихновским, Греј је повукао оштру разлику између аустроугарско-српског рата, који се није тицао Британије, и Аустроугарско-руског рата, који јесте. Греј је додао да Британије не ради у складу са Француском и Русијом, што је појачало Јаговове наде да ће одвојити Британију од Тројне антанте. Истог дана, Јагов је послао још једну поруку у Бечу да подстакне Аустроугаре да пожуре са објавом рата Србији.
Берхтолд је 26. јула одбио Грејеву понуду за посредовање и написао да ако се локализација не покаже могућом, онда Двојна монархија рачуна, „са захвалношћу”, на подршку Њемачке „ако нам се наметне борба против другог противника.” Истог дана, генерал Молтке је послао поруку Белгији тражећи да се њемачким трупама дозволи пролазак кроз земљу „у случају неминовног рата против Француске и Русије.” Холвег је у поруци њемачким амбасадорима у Лондону, Паризу и Санкт Петербургу навео да је сада главни циљ њемачке спољне политике да изгледа да је Русија приморала Њемачку на рат, како би Британија задржала неутралност и обезбједила да Њемачко јавно мњење подржи ратне напоре. Холвег је савјетовао Вилхелма да пошаље Николају телеграм, у којем је увјеравао цара да је само у сврху односа са јавношћу. Као што је Бетман Холвег рекао, „ако ипак дође до рата, такав телеграм би учинио да је кривица Русије очигледна.” Молтке је посјетио њемачко министарство спољних послова да савјетује Јагова да Њемачка треба да почне да саставља ултиматум који би оправдао инвазију на Белгију. Касније се Молтке састао са Холвегом и рекао својој супрузи касније истог дана да је обавијестио канцелара да је „веома незадовољан” што Њемачка још није напала Русију.
У Санкт Петербургу 26. јула је њемачки амбасадор Пурталес рекао Сазонову да одбије Грејеву понуду за самит у Лондону, наводећи да је предложена конференција „превише гломазна” и ако је Русија озбиљна у погледу спасавања мира, требала би да преговара непосредно са Аустроугарском. Сазонов је одговодио да је вољан да Србија прихвати скоро све аустроугарске захтјеве и по Пурталесовом савјету одбио је Грејев приједлог конференције у корист непосредних разговора са Аустроугарском. Пурталес је извијестио Њемачку да је Сазонов био „помирљивији,” тражећи „да пронађе мост… да задовољи… аустријске захтјеве” и да је спреман да учини скоро све да спасе мир. Истовремено, Пурталес је упозорио да ће се промјене у балканском балансу моћи сматрати нарочитим непријатељским актом Русије. Сљедећи аустроугарско-руски преговори саботирани су одбијањем Аустроугарске да одустане од било ког захтјева упућеног Србији. Као припремни потез у случају да избије рат и да се Британија умијеша, први лорд британског адмиралитета Винстон Черчил наредио је британској флоти да не врши деконцентрацију како је планирано, тврдећи да би вијест о британском потезу могле служити као одвраћање од рата и тако помажу да се Њемачка убједи да изврши притисак на Аустроугарску да одустане од неких захтјева у ултиматуму. Греј је изјавио да би се компромисно рјешење могло пронаћи ако би Њемачка и Британије радиле заједно. Његов приступ изазвао је противљење британских званичника, који су сматрали да се Нијемци у лошој намјери суочавају са кризом. Николсон је упозорио Греја да се по његовом мишљењу „Берлин игра са нама.” Греј је одбацио Николсонову процјену и вјеровао да је Њемачка заинтересована за заустављање општег рата.
Филипе Бертхелот, политички директор француског министарства спољних послова, рекао њемачком амбасадору у Паризу  Вилхелму фон Шену да је „по мом простом мишљењу став Њемачка био необјашњив ако за циљ нема рат.”
У Бечу, Конрад фон Хецендорф и Берхтолд се нису сложили око тога када Аустроугарска треба да почне са операцијама. Конрад је желио да сачека док не буде готова војна офанзива, коју је процијенио 12. августа, док је Берхтолд мислио да ће дипломатска оквир за узвратни удар до тада проћи.
Греј је 27. јула послао још један мировни приједлог преко принца Лихновског тражећи од Њемачка да искористи свој утицај на Аустроугарску како би спасила мир. Греј је упозорио Лихновског да ако Аустроугарска настави са агресијом на Србију, а Њемачка са политиком подршке Аустроугарској, онда Британија неће имати другог избора него да стане на страну Француске и Русије. Француски министар спољних послова обавијестио је њемачког амбасадора у Паризу Шена да Француска жели да пронађе мирно рјешење и да је спремна да учини све што може својим утицајем на Санкт Петербург уколико Њемачка „савјетује умјереност Бечу, пошто је Србија испунила скоро сваку тачку.”

### Вилхелм се премишља (26. јул)
Након што је прочитао одговор Србије, Вилхелм је 26. јула прокоментарисао „Али то елиминише сваки разлог за рат” или „сваки повод за рат пада на земљу.” Вилхелм је примјетио да је Србија направила „најпонижавајућу капитулацију”, да „неколико резерви [које] је Србија имала у вези са одређеним тачкама, по мом мишљењу, сигурно могу бити рашчишћене преговорима” и дјелујући независно до Греја, дао је сличну понуду „Стоп у Београду”. Вилхелм је навео да је зато што су „Срби Источњаци, дакле лажови, преваранти и мајстори утаје”, потребна привремена аустроугарска окупација Београда док Србија не одржи ријеч.
Вилхемова изненадна промјена мишљења о рату разбјеснила је Холвега, војску и дипломатску службу, који су наставили да саботирају Вилхелмову понуду. Њемачки генерал је написао: „Нажалост… мирне вијести. Кајзер жели мир… Он чак жели да утиче на Аустрију и да престане даље настављати.” Холвег је саботирао Вилхелмов преједлог дајући инструкције Чиршком да не спутава Аустроугарску. Преносећи Вилхелмову поруку, Холвег је искључио дијелове у којима је кајзер рекао Аустроугарима да не иду у рат. Јагов је рекао својим дипломатама да занемаре Вилхелмову мировну понуду и да наставе да врше притисак на започињање рата. Генерал Фалкенхајн је рекао Вилхелму да „више у својим рукама нема контролу над афером”. Фалкенхајн је даље наговијестио да ће војска извести државни удар и свргнути Вилхелма у корист његовог ратоборног сина пријестолонасљедника Вилхелма, ако настави да заговара мир.
Холвег је у свом телеграму упућеном Бечу навео два повољна услова за рат: да се Русија прикаже као агресор који тјера невољну Њемачку у рат и да Британије остане неутрална. Неопходност да се Русија прикаже као агресор била је већа брига за Холвега јер је њемачка Социјалдемократска партија осудила Аустроугарску због објаве рата Србији и наредила уличне демонстрације у знак протеста против њемачке подршке Аустроугарској. Међутим, Холвег је веома вјеровао у лична обећања која је добио од челника СДП да ће подржати владу ако се Њемачка суочи са руским нападом.
Вилхелм је окончао крстарење Сјеверним морем 27. јула и вратио се у Њемачку. Искрцао се у Куксхавен (Кил) са поласком 25. јула у 18 часова, упркос примједбама његовог канцелара. Сљедећег поподнева је опозвана наредна о деконцентрацији британске флоте и отпуштању британских резервиста, чиме је британска морнарица стављена у ратну приправност.

### Аустроугарска врши посљедње припреме за рат (27. јул)
Аустроугарска је 27. јула приводила припреме за рат крају. Истог дана је Јагов обавијестио Сеђенија да се само претвара да прихвата британску понуду посредовања како би осиграо британску неутралност, али да нема намјеру да заустави рат. Сеђени је извијестио „како би избјегао неспоразум” да му је Јагов обећао да је „њемачка влада на најобавезујући начин увјерила Аустрију да се ни на који начин не идентификује са приједлогом [Грејовом посредничком понудом], који ће Вашој екселенцији [Берхтолду] врло брзо предочити њемачка влада: она се, напротив, одлучно противи њиховом разматрању и само их преноси из поштовања према британском захтјеву” (наглашено у оригиналу). Јагов је у наставку изјавио да је „потпуно против разматрања британске жеље,” јер је „тачка гледишта њемачке владе била да је у овом тренутку од највеће важности спријечити Британију да направи заједнички циљ са Русијом и Француском. Стога морамо избјећи свако дјеловање [која] би могла да пресјече линију, која је до сада тако добро функционисала, између Њемачке и Британије.” Сеђени је свој телеграм завршио са: „Ако би Њемачка искрено рекла Греју да одбија да саопшти мировни план Енглеске, тај циљ [обезбјеђивање британске неутралности у предстојећем рату] можда неће бити постигнут.” Бетман Холвег је у поруци кнезу Чиршком 27. јула написао да Њемачка мора да размотри британско посредовање да не би била схваћена као ратни хушкач. Преносећи Грејеву поруку, Холвег је избрисао посљедњи ред који је гласио: „Такође, цијели свијет је увјерен, а од колега чујем да кључ ситуације лежи у Берлину и да ако Берлин озбиљно жели мир, спријечиће Беч да слиједи глупу политику.” У свом одговору Лондону, Холвег се претварао: „Одмах смо покренули посредовање у Бечу у смислу који је желио сер Едвард Греј.” Јагов је послао Грејеву понуду Чиршком, свом амбасадору у Бечу, али му је наредио да је не показује ниједном аустроугарском званичнику, јер би је могли прихватити. Истовремено, Холвег је Вилхелму послао искривљени извјештај о Грејевој понуди.
У Лондону је Греј на засједању британског кабинета рекао да сада морају одлучити да ли изабрати неутралност ако дође до рата или да ступе у сукоб. Иако кабинет још увијек није донио одлуку о курсу, Черчил је британску флоту ставио у стање приправности. Аустроугарски амбасадор у Паризу гроф Николаус Сечен фон Темерин извијестио је Беч: „Далекосежна покорност Србије, која се овдје не сматра могућом, оставила је снажан утисак. Наш став даје повода за виђење да желимо рат по било којој цијени.” Руски дипломата у Лондону проницљиво је критиковао Греја због превише повјерења у Њемачку као силу мира. Британци су упозорени да је „рат неизбјежан и кривицом Енглеске; да је Енглеска одмах изјавила своју солидарност са Русијом и Француском и намјеру да се бори ако је потребно, Њемачка и Аустрија би оклијевале.” У Берлину је адмирал фон Милер записао у свом дневнику да „Њемачка треба да остане мирна како би дозволила Русији да погријеши, али да не одступи од рата ако је неизбјежан.” Холвег је Вилхелму рекао да „у сваком случају, Русија се мора немилосрдно увести у грешку.”
Карл Макс фон Лихновски је 28. јула у 11.49 часова прије подне послао четврту британску понуду за посредовање, овог пута од краља Џорџа V, као и од Греја. Лихновски је написао да краљ жели да „заједничко британско-њемачко учешће, уз помоћ Француске и Италије, буде успјешно у савладавању садашње изузетно озбиљне ситуације у интересу мира.” У 4.25 часова послије подне, Лихновски је извијестио Берлин да „од појаве аустријских захтјева нико овдје не вјерује у могућност локализације сукоба.” Стални секретар британског министарства спољних послова сер Артур Николсон и Грејев лични секретар сер Вилијам Тилер видјели су Грејеву конференцијску понуду као „једину могућност да се избјегне општи рат” и надали су се „да ће добити пуну сатисфакцију за Аустрију, јер Србија би била склонија попуштању под притиском сила и потчињавању њиховој јединственој вољи него пријетњама Аустрије.” Тирел је пренио Грејев став да би, уколико Србија буде нападнута, „свјетски рат био неизбјежан”. Лихновски је у својој депеши Берлину понудио „хитно упозорење да се не треба даље вјеровати у могућност локализације [сукоба]”. Када је британски амбасадор у Берлину сер Едвард Гошен представио Јагову Грејев приједлог конференције, Нијемци су ту понуду у потпуности одбацили. Холвег је у писму Греју навео да Њемачка „не може да позове Аустрију пред европски суд правде у њеном случају са Србијом”. Аустријске трупе су почеле да се концентришу у Босни и Херцеговини као припремни корак ка инвазији на Србију. Фалкенхајн је рекао њемачкој влади сљедеће: „Сада је одлучено да се ствар избори до краја, без обзира на цијену”, и савјетовао је Холвегу да одмах нареди њемачки напад на Русију и Француску. Молтке је подржао Фалкенхајна изнијевши оцјену да је 1914. била „изузетно повољна ситуација” за ступање Њемачке у рат, јер и Русија и Француска нису биле спремне, док Њемачке јесте. Молтке је сматрао да када руски Велики војни програм буде завршен до 1917, Њемачка више никада нећемо моћи да прихвати изгледе за побједнички рат и да би требало да уништи и Француску и Русију док је то још било могуће. Молтке је своју процјену завршио ријечима: „Никада више нећемо тако добро погодити као сада.” Јагов је подржао Молткеа тако што је послао поруку у Беч у којој је Аустроугарима рекао да морају одмах да нападну Србију, јер би у супротном британски мировни план могао бити прихваћен.

## Аустроугарска објава рата Србији (28. јул)
У 11 часова прије подне 28. јула Аустроугарска је објавила рат Србији. По Холвеговим упутствима, Чиршки је представио Вилхелмов приједлог „Стати у Београду” тек у подне. У 1 час прије подне 29. јула 1914. прве пуцње у Првом свјетском рату испалио је аустроугарски монитор СМС Бодрог, који је бомбардовао Београд као одговор на дизање у ваздух од стране српских сапера жељезничког моста преко Саве, који је повезивао двије земље. У Русији је наређена дјелимична мобилизација за четири војна округа који се граниче са Аустроугарском. Вилхелм је послао телеграм Николају тражећи руску подршку за аустроугарски рат против Србије. Николај је одговорио: „Драго ми је што сте се вратили… апелујем на Вас да ми погнете. Неплеменити рат је објављен слабој земљи… Ускоро ће ме преплавити притисак… да предузмем крајње мјере, што ће довести до рата. Да покушате и избјегнете такву несрећу као што је европски рат, молим Вас у име нашег старог пријатељства да учините све што можете да спријечите своје савезнике да оду предалеко”.
Убрзо након објаве рата Србији, Конрад је обавијестио Њемачку да Аустроугарска не може да почне операције прије 12. августа, што је изазвало велики гњев Берлина. Баварски дипломата гроф Лерхенфелд извијестио је Берлин сљедећим ријечима: „Царска влада је тако доведена у изузетно тежак положај да је током периода између тога била изложена приједлозима других сила за посредовање и конференције, и ако намјерава да задржи своју претходну резерву према таквих приједлозима, одијум да је изазвала свјетски рат ће на крају устукнути, чак и у очима њемачког народа. Али успјешан рат на три фронта (у Србији, Русији и Француској) не може се покрети и водити на таквој основи. Императив одговорности за било какво ширење сукоба на Силе којих се сукоб непосредно не тиче, требало би под свим околностима да падне само на Русију.” Истовремено, њемачки амбасадор у Русији Порталес је извијестио да је, на основу разговора са Сазоновим, Русија била спремна на „запањујуће” уступке обећавајући да ће извршити притисак на Србију да пристане на већину аустроугарских захтјева да избјегне рат. Холвег је изгледа за разговоре одбацио као неприхватљиве.
Иако је још 27. јула Јагов изнио став да руска дјелимична мобилизација на границама Аустроугарске није casus belli, Молтке је ипак тврдио да Њемачка треба одмах да се мобилише и нападне Француску. На два састанка 29. јула, Холвег је надгласао Молткеа, који је тврдио да Њемачка треба да сачека да Русија започне општу мобилизацију. Како је Холвег рекао Молткеу, ово је био најбољи начин да се обезбиједи да се кривица за „цијели хаос” пребаци на руску адресу и тако осигура британска неутралност. Обећавајући да неће започети мобилизацију без наређења канцелара, Молтке је наредио њемачком војном аташеу у Белгији да затражи дозволу земље да њемачке трупе прођу преко њене територије ради напада на Француску. Такође, Холвег је 28. јула понудио образовање антируског војног савеза са Турском.
Холвег је на састанку са британским амбасадором Гошеном дао фатално лажну изјаву да Њемачка покушава да изврши притисак на Аустроугарску да одустане од рата са Србијом. Пошто се пруски принц Хајнрих претварао да му је краљ Џорџ V обећао да ће Британија остати неутрална, њемачки цар је одбацио понуду Холвега о поморском споразуму са Британијом, наводећи да Њемачка не мора ништа да нуди Британији сада када је краљ Џорџ V очигледно обећао неутралност своје земље.
У Лондону је Черчил писао Џорџу V да је Краљевска морнарица постављена „на основу припремне предострожности”. Черчил је даље написао да је „непотребно наглашавати да ове мјере ни на који начин не прејудицирају интервенцију или узимају здраво за готово да мир између великих сила неће бити сачуван”.
Вилхелм је 29. јула послао телеграм Николају у којем је навео „мислим да је непосредан споразум између Ваше владе и Беча могућ и пожељан”. Аустроугарски генералштаб је послао Јогову ноту у којој се жали на његову изјаву да руску дјелимичну мобилизацију не сматра пријетњом Њемачкој и тражио да се Њемачка мобилише како би одвратила Русију од подршке Србији. У одговору на аустроугарску ноту, Јагов је руском дипломати рекао да је „Њемачка такође била обавезна да се мобилише [као одговор на руску дјелимичну мобилизацију]; стога није преостало ништа да се уради и дипломате сада морају да препусте разговоре топовима”.
На састанку у Потсдаму, према биљешкама адмирала Тирпица, Вилхелм се „без резерве изразио у погледу Бетманове неспособности” у спољним пословима. Холвег је предложио да Њемачка потпише поморски споразум са Британијом којим би се ограничила величина флоте на отвореном мору, како би се спријечило британско ступање у рат. У наставку Тирпиц наводи: „Кајзер је обавијестио окупљене да је канцелар предложио да, како би Енглеска остала неутрална, треба да жртвујемо њемачку флоту за споразум са Енглеском, што је он, кајзер, одбио”.
Да би осигурао прихватање свог мировног плана, Греј је предложио понуду „Стати у Београду”, по којој би Аустроугарска окупирала Београд и не би ишла даље. Пошто је ово био исти приједлог који је дао и Вилхелм, Холвег је то сматрао посебном пријетњом јер би то отежало Њемачкој његово одбијање. Холвег је тражио да се Аустроугарска барем потруди да полаже интересовање за британски мировни план. У покушају да саботира Холвегову понуду (која је, иако не искрена, сматрана опасном у случају да успије), Молтке је затражио од Беча да не разматра британски мировни план, већ да нареди општу мобилизацију и покрене Ратни план Р, аустроугарски ратни план за рат против Русије.
На састанку са Холвегом касно 29. јула, Фалкенхајн и Молтке су поново захтијевали да Њемачка користи руску дјелимичну мобилизацију као изговор за рат. Холвег је поново инсистирао на томе да Њемачка мора да сачека руску општу мобилизацију, јер је то једини начин да се обезбиједи подршка њемачке јавности и да ће Британија остати неутрална у „непосредном рату” против Француске и Русије. Да би „Русија изгледала као агресор”, Молтке је тражио мобилизацију Аустроугарске против Русије како би обезбједио casus foederis за Њемачку, која би се мобилисала на исти начин. Молтке је у истој поруци изразио наду да ће британски мировни план пропасти и саопштио увјерење да је једини начин спасавање Аустроугарске као силе кроз општи европски рат. Увече је Молтке поновио свој захтјев, и поново обећао да ће се „Њемачак мобилисати” против Русије, ако Аустроугарска учини исто. Гроф Сеђени је извијестио званичном Бечу да је њемачка влада „са најпотпунијим миром посматрала могућност европског сукоба” и да су Нијемци били забринути само због могућности да Италија не поштује Тројни савез.

### Историографија
- Evans, R. J. W. (6. 2. 2014). „'The Greatest Catastrophe the World Has Seen'” (на језику: енглески). The New York Review of Books. Приступљено 9. 10. 2022.
- Horne, John (2012). A Companion to World War I (на језику: енглески). John Wiley & Sons. ISBN 978-1-119-96870-2. Приступљено 9. 10. 2022.
- Kramer, Alan (2014). „Recent Historiography of the First World War (Part I)”. Journal of Modern European History / Zeitschrift für moderne europäische Geschichte / Revue d'histoire européenne contemporaine. 12 (1): 5—28. ISSN 1611-8944.
Kramer, Alan (2014). „Recent Historiography of the First World War (Part II)”. Journal of Modern European History / Zeitschrift für moderne europäische Geschichte / Revue d'histoire européenne contemporaine. 12 (2): 155—174. ISSN 1611-8944. Приступљено 9. 10. 2022.
- Levy, Jack S.; Vasquez, John A., ур. (2014). The Outbreak of the First World War: Structure, Politics, and Decision-Making (на језику: енглески). Cambridge University Press. ISBN 978-1-107-04245-2. Приступљено 9. 10. 2022.
- Mombauer, Annika (2015). „Guilt or Responsibility? The Hundred-Year Debate on the Origins of World War I”. Central European History (на језику: енглески). 48 (4): 541—564. ISSN 0008-9389. doi:10.1017/S0008938915001144. Приступљено 9. 10. 2022.
- Mulligan, William (2014). „The Trial Continues: New Directions in the Study of the Origins of the First World War”. The English Historical Review. 129 (538): 639—666. doi:10.1093/ehr/ceu139. Приступљено 9. 10. 2022.
- Vasquez, John A.; Williamson, Samuel (2014). „The First World War and International Relations Theory: A Review of Books on the 100th Anniversary”. International Studies Review. 16 (4): 623—644. ISSN 1521-9488.
- Williamson Jr., Samuel R.; May, Ernest R. (2007). „An Identity of Opinion: Historians and July 1914”. The Journal of Modern History. 79 (2): 335—387. ISSN 0022-2801. doi:10.1086/519317. Приступљено 9. 10. 2022.
- Winter, Jay; Prost, Antoine (2005). The Great War in History: Debates and Controversies, 1914 to the Present (на језику: енглески). Cambridge University Press. ISBN 978-0-521-85083-4. Приступљено 9. 10. 2022.
- Zagare, Frank C. (2011). The Games of July: Explaining the Great War (на језику: енглески). University of Michigan Press. ISBN 978-0-472-05116-8. Приступљено 9. 10. 2022.
- Zametica, John (2017). Folly and Malice: The Habsburg Empire, the Balkans and the Start of World War One (на језику: енглески). Shepheard-Walwyn (Publishers) Limited. ISBN 978-0-85683-513-1. Приступљено 9. 10. 2022.